# San Ferdinando di Puglia
San Ferdinando di Puglia község (comune) Olaszország Puglia régiójában, Barletta-Andria-Trani megyében.

## Fekvése
Barlettától nyugatra, az Ofanto folyó völgyében fekszik.

## Története
A települést 1848-ban alapították a Margherita di Savoiából származó szegény, otthontalan családoknak. II. Ferdinánd nápoly–szicíliai királyról nevezték el.

## Népessége
A lakosság számának alakulása:

## Főbb látnivalói
- Torre dell'Orologio - az óratornyot, amely a település jelképe a 20. században emelték.